# Perilitus crepidoderae
Perilitus crepidoderae är en stekelart som först beskrevs av Loan 1967.  Perilitus crepidoderae ingår i släktet Perilitus och familjen bracksteklar. Inga underarter finns listade i Catalogue of Life.